# Ithomia mira
Ithomia mira is een vlinder uit de familie Nymphalidae. De wetenschappelijke naam van de soort is voor het eerst geldig gepubliceerd in 1885 door Otto Staudinger.